# 刘向阳 (1974年)
刘向阳，中华人民共和国教育部长江学者特聘教授，南京大学计算机科学与技术系教授，主要从事网络安全与隐私保护研究。

## 生平
刘向阳1996年本科毕业于吉林大学计算机科学系，2012年加入南京大学任教，现任南京大学教授、博士生导师。